# Grand Prix de Denain 1983
Il Grand Prix de Denain 1983, venticinquesima edizione della corsa, si svolse il 5 aprile su un percorso con partenza e arrivo a Denain. Fu vinto dal britannico Paul Sherwen della La Redoute-Motobecane davanti al belga William Tackaert e al francese Didier Vanoverschelde. Fu la seconda vittoria di un ciclista britannico in questa competizione, dopo il successo di Michael Wright nel 1964.

## Ordine d'arrivo (Top 10)
| Pos. | Corridore              | Squadra                     | Tempo |
| ---- | ---------------------- | --------------------------- | ----- |
| 1    | Paul Sherwen           | La Redoute-Motobecane       |       |
| 2    | William Tackaert       | Splendor-Euro Shop          |       |
| 3    | Didier Vanoverschelde  | La Redoute-Motobecane       |       |
| 4    | Philippe Poissonnier   | Safir-Van De Ven            |       |
| 5    | Pascal Guyot           | La Redoute-Motobecane       |       |
| 6    | Dirk Krikilion         | Safir-Van De Ven            |       |
| 7    | Willy Teirlinck        | De Freddy Bouwwerken-Rianta |       |
| 8    | Rudy Delehouzee        | Safir-Van De Ven            |       |
| 9    | Johan De Muynck        | La Redoute-Motobecane       |       |
| 10   | Jean-Luc Vandenbroucke | La Redoute-Motobecane       |       |